# Ctenochaetus binotatus
Ctenochaetus binotatus là một loài cá biển thuộc chi Ctenochaetus trong họ Cá đuôi gai. Loài cá này được mô tả lần đầu tiên vào năm 1955.

## Từ nguyên
Tính từ định danh của loài cá này, binotatus, trong tiếng Latinh có nghĩa là "có hai vết đốm", ám chỉ đến hai đốm đen nổi bật trên cuống đuôi, một ở gốc sau của vây lưng mềm và một ở góc sau của vây hậu môn.

## Phạm vi phân bố và môi trường sống
C. binotatus có phạm vi phân bố rộng khắp Ấn Độ Dương - Thái Bình Dương. Loài cá này được ghi nhận dọc theo vùng bờ biển Đông Phi, bao gồm Madagascar và những quốc đảo, bãi ngầm lân cận, cũng gồm cả Maldives, Chagos, quần đảo Cocos (Keeling), đảo Giáng Sinh và vùng biển ngoài khơi Tây Úc ở Trung Ấn Độ Dương; ở Tây Thái Bình Dương, từ biển Andaman, C. binotatus có mặt ở hầu hết vùng biển các nước Đông Nam Á và Papua New Guinea, trải rộng khắp vùng biển của nhiều đảo quốc, quần đảo thuộc châu Đại Dương (trừ quần đảo Hawaii, quần đảo Line, quần đảo Marquises, quần đảo Pitcairn và đảo Phục Sinh), giới hạn đến quần đảo Tuamotu và đảo Mangareva (thuộc quần đảo Gambier) ở phía đông; phía bắc trải dài đến đảo Đài Loan, miền nam Trung Quốc và miền nam Nhật Bản; phía nam trải dài đến Sydney, New South Wales (Úc) và New Caledonia.
C. binotatus sống gần các rạn san hô, bãi ngầm ngoài khơi hoặc trong các đầm phá ở độ sâu khoảng 55 m trở lại, nhưng thường được quan sát ở độ sâu hơn 10 m.

## Mô tả
Chiều dài cơ thể tối đa được ghi nhận ở C. binotatus là 22 cm. Có một mảnh xương nhọn chĩa ra ở mỗi bên cuống đuôi, tạo thành ngạnh sắc. Cơ thể hình bầu dục thuôn dài, có màu nâu với những đường sọc mảnh màu trắng ở hai bên thân, và những chấm tròn cùng màu trên đầu và ngực. Vây lưng và vây hậu môn màu nâu, hơi sẫm so với thân, có viền màu xanh lam ánh kim. Có 2 đốm đen ở gốc sau của vây lưng và vây hậu môn, nằm trên cuống đuôi. Vây đuôi lõm sâu, hình cánh nhạn, có màu nâu sẫm ở cá trưởng thành và màu vàng tươi ở cá con đang phát triển. Mắt có màu xanh lam sáng, giúp phân biệt chúng với một số loài cá đuôi gai khác.
Số gai ở vây lưng: 8; Số tia vây ở vây lưng: 24 - 27; Số gai ở vây hậu môn: 3; Số tia vây ở vây hậu môn: 22 - 25.

## Sinh thái
C. binotatus thường sống đơn độc. Thức ăn của các loài Ctenochaetus chủ yếu là các loại tảo và vụn hữu cơ. Chúng dùng răng của mình để đẩy cát đá trên nền đáy và xúc những mảnh tảo vụn vào miệng. Các loài Ctenochaetus đều có chung một đặc điểm là dạ dày có thành dày.